# Charlie Parker Memorial, Vol. 1

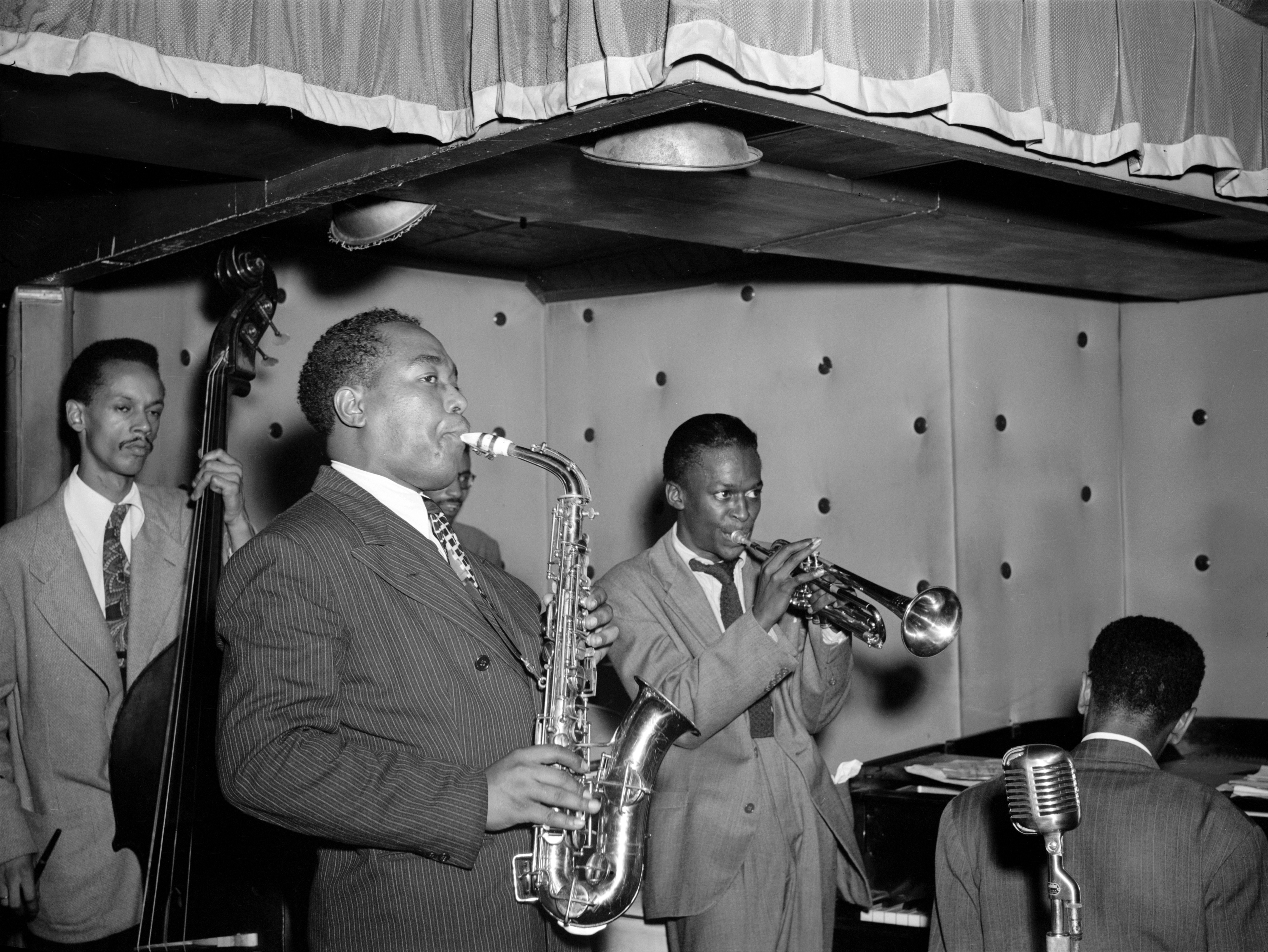
Charlie Parker, Tommy Potter, Miles Davis, Duke Jordan, Max Roach ca. August 1947.
Fotografie von William P. Gottlieb.

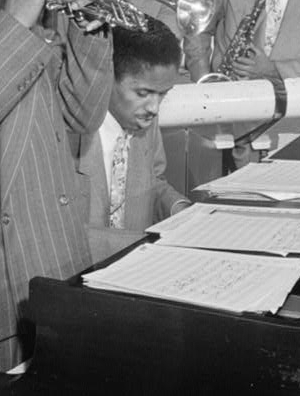
John Lewis, Fotografie von William P. Gottlieb, ca. 1947

Charlie Parker Memorial, Vol. 1 ist ein Jazz-Album von Charlie Parker, das Material von vier Aufnahmesitzungen für das Label Savoy Records enthielt, die zwischen Mai 1947 und September 1948 entstanden sind. Das 1955 kurz nach dem Tod des Saxophonisten erschienene Album war die erste 12-Inch-Langspielplatte mit Titeln der Savoy-Studiosessions Charlie Parkers.

## Vorgeschichte
Die Aufnahmen für Savoy 1947/48 fanden nach Parkers sechzehnmonatigem Aufenthalt in Kalifornien statt; der Saxophonist hatte ein Angebot, mit einer fünfköpfigen Band im New Yorker Three Deuces aufzutreten. Parker engagierte den jungen Trompeter Miles Davis, der wieder in New York war und an der Juilliard School of Music studierte. Das Zentrum der Rhythmusgruppe war Max Roach, der mit seiner Entwicklung übereinander kreuzender Rhythmen als einer der besten Schlagzeuger des jungen Bebop galt; hinzu kamen der ehemalige Bassist des Billy-Eckstine-Orchesters, Tommy Potter und der Pianist Duke Jordan.

## Das Album
Bei der ersten Session („Buzzy“) war der Pianist Bud Powell dabei; Parkers regulärer Pianist Duke Jordan spielte bei der folgenden Dezember-Session „Another Hair Do“, und John Lewis wirkte bei den beiden Sitzungen am 18. („Barbados“) und 24. September („Marmaduke“) mit. Die weiteren Musiker waren neben Parker der Trompeter Miles Davis und der Schlagzeuger Max Roach.
Die zwei Takes von „Buzzy“ entstanden am 8. Mai 1947 bei der „Donna Lee“-Session zusammen mit „Chasin´ the Bird“. Der Original Take von „Buzzy“ war schon zuvor als Rückseite von „Donna Lee“ als 78er erschienen (Savoy 652). Außer bei einigen Live-Mitschnitten gibt es nur wenige Aufnahmen, in denen Charlie Parker und Bud Powell gemeinsam zu hören sind.
Nachdem vom Oktober bis Dezember 1947 eine Reihe von Aufnahmesessions für Dial Records („Scrapple from the Apple“) und eine Savoy-Session unter der formellen Leitung von Miles Davis („Milestones“) absolviert waren, ging Parker mit seinem Quintett auf Tournee und trat in Jazzclubs von New York, Baltimore, Washington, Boston, Philadelphia, Chicago, Milwaukee und St. Louis auf. Als die Band in Detroit weilte, fand eine weitere Aufnahmesitzung für Savoy im United Sound Studio am 21. Dezember 1947 statt. Mit Duke Jordan, Miles Davis, Tommy Potter und Max Roach nahm der Saxophonist die üblichen vier Titel in insgesamt elf Takes auf, zwei Bluesnummern „Another Hair Do“ (3 Takes) und „Bluebird“ (3 Takes), sowie zwei weitere Parker-Originale, „Klaunstance“ (1 Take) und die schnelle Nummer „Bird Gets the Worm“ (3 Takes). Der erste Short Take von „Another Hair Do“ beginnt mit einer Einleitung von Duke Jordan, Parker setzt kurz ein und bricht nach einem halben Chorus ab, als er mit dem Zwischenruf „hold It!“ unterbrochen wird. Der zweite Take wird gestoppt, als Parker die Unisono-Passage im zweiten Chorus verpasst. Wilson/Goeman heben „die Frische in Jordans melodischer Themenansprache“ hervor; und alle drei Takes dokumentieren „großartige Momente in Parkers Spiel“.
„Bluebird“ zeige Parkers „wundervolle Arbeit im Bluesidiom“; „Bird Gets the Worm“ sei eine jener themenlosen Kompositionen Parkers; diese baue auf Jerome Kerns Standard „The Way You Look Tonight“ auf und wird von Parkers Quintett in „halsbrecherischem Tempo“ gespielt.
Am 18. September 1948 war Parker erneut in den Savoy-Studios. Zur Zeit dieser vorletzten Studiosession für Savoy trat das Quintett im New Yorker Club Royal Roost (die Mitschnitte dieser Auftritte sind in den 1950er Jahren ebenfalls bei Savoy erschienen). Mit John Lewis (p) Curly Russell (b) Max Roach in der Rhythmusgruppe entstanden vier Titel, „Barbados“ (4 Takes), „A-Leu-Cha“ (2 Takes), „Constellation“ (4 Takes) und die Ballade „Parker's Mood“, an der Davis nicht mitwirkte.
„Parker's Mood“ ist für Peter Niklas Wilson „unbestreitbarer Höhepunkt“ der vorletzten Aufnahmesession für Savoy; in diesem Blues „ist bereits der eröffnende Chorus eine Improvisation. Der traditionelle zwölftaktige Aufbau erlaubt Parker Parker in seinen drei improvisierten Chorussen nicht nur eine Fülle sehr verschiedener und komplexer Variationen; er führt ihn auch immer wieder nahe an seine musikalischen Wurzeln in Kansas City heran. John Lewis in seiner bekannten spröden single note-Spielweise am Klavier unterstreicht und markiert die rhythmische Komplexität sowie den melodischen Einfallsreichtum der Parker'schen Improvisationen.“
Hans-Jürgen Schaal erinnerte daran, dass der Sänger Clarence Beeks („King Pleasure“) Parkers Improvisation 1954 zum Rhythm-and-Blues-Hit machte, indem er sie Ton für Ton betextete und nachsang und darin Parkers baldigen Tod und ein Begräbnis in Kansas City prophezeite. „Es heißt, der Saxofonist habe King Pleasures Aufnahme gefürchtet. Leider bewahrheitete sich ihr Text schon im Frühjahr 1955“.
Eine Woche später fand die letzte Savoy-Sitzung Charlie Parkers statt, der in diesem Jahr zu dem größeren Label Mercury Records wechselte, dessen Jazz-Produktion Norman Granz leitete, und mit ihm erste Aufnahmen mit Neal Hefti („Repetition“) mit Streichern einspielte. Am 24. September `48 nahmen Charlie Parker All Stars in gleicher Besetzung wie eine Woche zuvor wieder vier Titel auf, „Perhaps“ (6 Takes), „Marmaduke“ (6 Takes), „Steeplechase“ (1 Take) und „Merry Go Round“ (2 Takes). Man begann die Session wieder mit einem Blues in C, der Parker-Komposition „Perhaps“; erst mit der sechsten Einspielung war Parker zufrieden, überzeugend „mit seinem perfekt abgestimmten Thema und Parkers Improvisation voller Frische und Spritzigkeit.“ Eine der originellsten Parker-Kompositionen ist „Marmaduke“, das auf den Harmonien von Fats Wallers „Honeysuckle Rose“ basiert. Hier brauchte es insgesamt zwölf Anläufe, bis alle zufrieden gestellt waren (Take 8 wurde verwendet). Zu einem Standard (und der Bezeichnung der Schallplattenfirma Steeplechase) wurde der Titel „Steeplechase“, der auf „I Got Rhythm“ basiert; dieser Standard diente auch zur Ausarbeitung des letzten Titels „Merry Go Round“, versehen mit Überleitungsharmonien aus „Honeysuckle Rose“.

## Bewertung des Albums

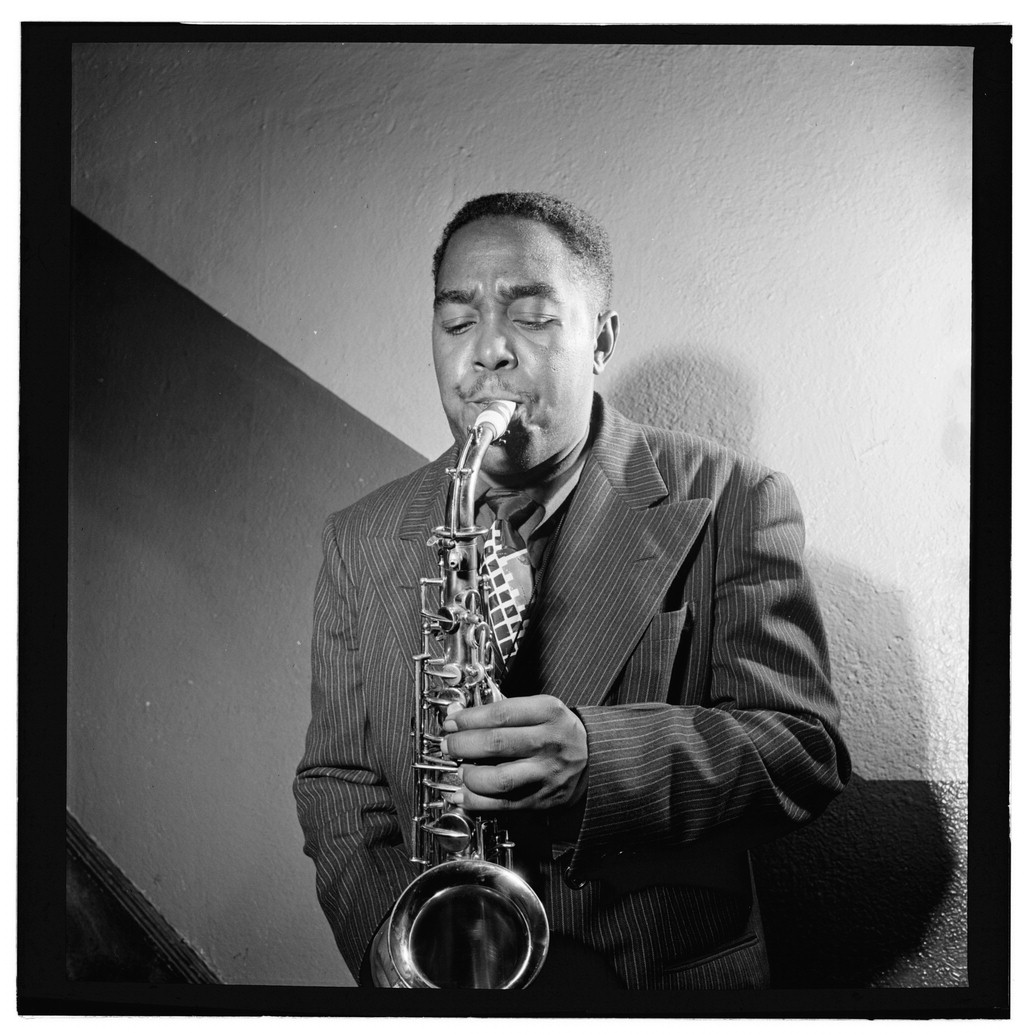
Charlie Parker, Carnegie Hall, New York, ca. 1947. Foto Gottlieb

Für den Kritiker Hans-Jürgen Schaal geben diese Aufnahmen „den besten Einblick in jene Phase, als der Bebop noch jung und revolutionär war und Parker die Sprache des Saxofons neu lexikalisierte“, Der Autor hebt besonders die bei der vorletzten Studiositzung für Savoy entstandene Ballade „Parker's Mood“ hervor, „ein monumentaler Showcase für den Altsaxofonisten – ohne einen zweiten Bläser und ohne einen richtigen Themen-Chorus. In nur drei Blues-Strophen vollzieht Parker hier die Quadratur des Kreises, die Versöhnung von traditionellem Slow Blues mit modernem Jazz. Die Übergänge sind fließend: Mal singt und shoutet sein Saxofon wie ein Blues-Sänger, mal rennt es in 32stel-Noten und 16tel-Sextolen durch die Harmonien“.
Richard Cook und Brian Morton betonen in ihrer Besprechung des Albums, besonders die beiden letzten Savoy-Sessions im September 1948 mit dem Klassiker „Parker's Mood“ und seinem „unglaublichen Blues-feeling“ sowie „Marmaduke“ zählten zu den Höhepunkten in Parkers Werk. Die Autoren heben dabei auch die Leistungen seiner Musiker hervor; der Schlagzeuger Max Roach sei trotz seines jugendlichen Alters eine der Schlüsselfiguren dieser Sessions; während Trompeter Miles Davis mit einigen der in hohem Tempo gespielten Nummern nicht glücklich war.
C. Michael Bailey gibt das Urteil des Autors und Kritiker James Patrick wieder, dass Parkers Aufnahmen für Savoy aus letztlich aus 30 Titeln bestehe; davon seien nur drei Originale, also Kompositionen Parkers, die nicht auf der harmonischen Grundlage von Standards beruhen (bebop head). Elf der Stücke seien 12-taktige Blues; fünf basieren harmonisch auf dem Standard “I’ve got Rhythm”, einer auf “Honeysuckle Rose”, zwei kombinierten Akkordmuster von “I’ve got Rhythm” und “Honeysuckle Rose”, und acht benutzen die Progressionen anderer Standards. 22 dieser 30 Titel würden kompositorisch Parker zugeschrieben.
Der Produzent und Parker-Biograph Ross Russell, mit dem Charlie Parker noch 1946 in Kalifornien eine Reihe von Titeln für dessen Label Dial Records eingespielt hatte, meinte zu den 1947 entstandenen Savoy-Aufnahmen: sie „besaßen jene Einheitlichkeit, die unseren Aufnahmen an der Westküste gefehlt hatte, weil dort kein entsprechender Schlagzeuger verfügbar gewesen war. Die besonders steifen Rohrblätter, die Charlie früher benutzt hatte, waren nun durch Blätter mittlerer Härte (2 bis 2½) ausgetauscht worden, und Charlies Spiel hatte dadurch eine neue Geschmeidigkeit und klangliche Zartheit gewonnen, ohne dass die Brillanz dadurch gelitten hätte.“

## Die Titel
Charlie Parker Memorial, Vol. 1 (Savoy MG 12000)
1. Another Hair Do (short-take 1) 0:15
2. Another Hair Do (short-take 2) 0:37
3. Another Hair Do (orig.-take 3) 2:37
4. Bluebird (new-take 1) 2:52
5. Bird Gets The Worm (new-take 1) 3:00
6. Barbados (new-take 1) 2:34
7. Constellation (short-take 2) 2:04
8. Constellation (new-take 1) 2:30
9. Ah-Leu-Cha (short-take 1) 0:30
10. Ah-Leu-Cha (orig.-take 2) 2:50
11. Parker's Mood (new-take 1) 3:21
12. Ah-Leu-Cha (short-take 1) 0:30
13. Ah-Leu-Cha (orig.-take 2) 2:50
14. Perhaps (short-take 4) 0:35
15. Perhaps (new-take 5) 2:35
16. Perhaps (orig.-master 6) 2:35
17. Marmaduke (short-take 5) 1:10
18. Marmaduke (new-take 2) 2:47
19. Steeplechase (take 2) 3:00
20. Merry-Go-Round (new-take 1) 2:15
21. Buzzy (short-take 4) 0:20
22. Buzzy (orig.-take) 2:27

## Die Sessions des Albums
- Miles Davis (tp) Charlie Parker (as) Bud Powell (p) Tommy Potter (kb) Max Roach (dr) - New York, 8. Mai 1947

1. Buzzy (short-take 4)
2. Buzzy (orig.-take)

- Gleiche Besetzung wie am 8. Mai; Duke Jordan (p) ersetzt Bud Powell - United Sound Studios, Detroit, 21. Dezember 1947

1. Another Hair Do (short-take 1)
2. Another Hair Do (short-take 2)
3. Another Hair Do (orig.-take 3)
4. Bluebird (new-take 1)
5. Bird Gets The Worm (new-take 1)

- Miles Davis (tp -1/5) Charlie Parker (as) John Lewis (p) Curly Russell (kb) Max Roach (dr) - Harry Smith Studios, NYC, 18. September 1948

1. Barbados (new-take 1)
2. Ah-Leu-Cha (short-take 1)
3. Ah-Leu-Cha (orig.-take 2)
4. Constellation (new-take 1)
5. Constellation (short-take 2)
6. Parker's Mood (new-take 1)

- Gleiche Besetzung - Harry Smith Studios, NYC, 24. September 1948

1. Perhaps (new-take 5)
2. Perhaps (orig.-take 6)
3. Perhaps (orig.-master)
4. Marmaduke (new-take 2)
5. Marmaduke (short-take 5)
6. Steeplechase (take 2)
7. Merry-Go-Round (new-take 1)

## Editorische Anmerkungen
Albumcover Charlie Parker Vol.1
 Externe Weblinks auf urheberrechtlich geschützte Inhalte.
- Vorderseite des Covers der 10-inch-LP auf Lpcoverlover.com

Nachdem die Aufnahmen des Saxophonisten für Savoy Records zu Lebzeiten als 78er Schallplatten erschienen sind, beginnend 1944 mit der Single Tiny's Tempo, veröffentlichte das Label in den Jahren nach Charlie Parkers Tod die zwischen 1944 und 1948 entstandenen Studiosessions unter Parkers Leitung (sowie eine formell unter Leitung Miles Davis’ entstandene) zunächst auf dem 25-cm-Format (10-Inch) ab 1951, schließlich ab 1955 auf dem neuen 30-cm-Format (12-Inch); dabei ging es weniger darum, den chronologischen Ablauf der Parker-Sessions zu dokumentieren, als vielmehr die Master takes einerseits und die sogenannten short takes mit aufgenommener Studiounterhaltung andererseits gegenüberzustellen, um so eine noch vollständigere musikalische Beschreibung von Parkers Sessions zu geben, so der Produzent der Alben, Ozzie Cadena.
Die erste dieser Veröffentlichungen war das Album Charlie Parker Memorial, Vol. 1 mit dem Untertitel Plays New and Previously Unreleased Takes and His Most Famous Compositions. Sie umfasst vier Aufnahmesitzungen Parkers zwischen dem 8. Mai 1947 (Cheryl, Buzzy) und dem 18. September 1948 („Barbados“, „Constellation“), die mit relativ konstanter Besetzung entstanden: So war Curly Russell Bassist im Mai 1947, bis er von Tommy Potter bei den weiteren Aufnahmen abgelöst wurde.
Die Studioaufnahmen Charlie Parkers für die Firma Savoy sowie ausgewählte Mitschnitte aus dem Royal Roost erschien ab der zweiten Hälfte der 1950er Jahre bei Savoy Records erstmals als 30-cm-LPs in den folgenden Ausgaben:
- MG 12000 Charlie Parker Memorial - ed.1955
- MG 12001 The Immortal Charlie Parker -ed.1955
- MG 12009 Charlie Parker Memorial, Vol. 2 -ed.1955
- MG 12014 The Genius Of Charlie Parker - ed.1955
- MG 12079 The Charlie Parker Story - ed.1957
- MG 12179 The Bird Returns - ed.1962
- MG 12186 Newly Discovered Sides By Charlie Parker -ed.1966

CD-Editionen
Ab 1989 folgten reguläre CD-Ausgaben der Savoy-Studioaufnahmen wie Bird: The Savoy Recordings (Master Takes), Vol. 1. Die vollständige Ausgabe seiner Studioaufnahmen unter eigenem Namen zwischen 1944 und 1948 erschien 2002 als The Complete Savoy & Dial Studio Recordings 1944–1948 (Savoy Jazz). Auf acht CDs ist auf 216 Titeln der gesamte Studio-Output dieser Werkphase enthalten, die Parker für die Label Dial und Savoy einspielte; hinzu kommen ausgewählte Sideman-Auftritte (u. a. mit Dizzy Gillespie (Shaw Nuff), Red Norvo (Hallelujah) und Slim Gaillard (Flat Foot Floogie) 1945) für die Firmen Comet, Bel-Tone und Musicraft. Die Wiederveröffentlichung und das Remestering wurden von dem Produzenten Orrin Keepnews geleitet.

## Übersicht der Savoy-Studio-Sessions
- 15. September 1944 - Tiny Grimes Quintette 1944 („Red Cross“-Session): Charlie Parker (as) Clyde Hart (p) Tiny Grimes (git, voc) Jimmy Butts (kb, vo) Harold Doc West (dr)

- 26. November 1945 - Charlie Parker Rebeboppers - („Koko“-Session) Miles Davis (tp) Charlie Parker (as) Sadik Hakim (p) Dizzy Gillespie (p) Curly Russell (kb) Max Roach (dr)
- 8. Mai 1947 - Charlie Parker All Stars („Donna Lee“) - Miles Davis (tp) Charlie Parker (as) Bud Powell (p) Tommy Potter (kb) Max Roach (dr)

- 14. August 1947 - Miles Davis' All Stars („Milestones“) - Miles Davis (tp) Charlie Parker (ts) John Lewis (p) Nelson Boyd (kb) Max Roach (dr)

- 21. Dezember 1947 - Original Charlie Parker Quintet („Another Hair Do“) - Miles Davis (tp) Charlie Parker (as) Duke Jordan (p) Tommy Potter (kb) Max Roach (dr)

- 18. September 1948 - Charlie Parker All Stars („Barbados“) - Miles Davis (tp) Charlie Parker (as) John Lewis (p) Curly Russell (kb) Max Roach (dr)

- 24. September 1948 - Charlie Parker All Stars („Marmaduke“) - Miles Davis (tp) Charlie Parker (as) John Lewis (p) Curly Russell (kb) Max Roach (dr)